# Air Jordan

Il logo della Air Jordan, Jumpman, la sagoma della schiacciata tipica di MJ

La Air Jordan è una linea di calzature sportive in vendita dal novembre 1984, così chiamata in riferimento al campione di pallacanestro NBA, Michael Jordan, alle sue doti atletiche e al suo gioco aereo.
Michael Jordan ha indossato Converse durante le sue stagioni NCAA. Poi, durante il suo anno da rookie, ha indossato per la prima volta le Nike Air Force Ships e, l'anno successivo, le Air Jordan "One".
Il marchio è principalmente associato alla serie di scarpe da basket create per il famoso cestista fino al 2003, e ancora oggi commercializzate. Ispirate dalla personalità del giocatore o dalle sue passioni, queste sneakers hanno voluto essere le più all'avanguardia sul mercato sia in termini di tecnica che di design.
Lo Swoosh, che è il logo dell'azienda, non compare più sui prodotti a marchio Jordan da svariati anni, vi compare solo il Jumpman (logo): questa è l'estensione di un'associazione molto redditizia tra i due partner dal 1984.

## Storia
Inizialmente la Nike diede vita al brand producendo solo le scarpe, creando un modello nuovo ogni anno, indossato da Michael Jordan nel corso della stagione, già dal suo primo anno da professionista. Si tratta di quelle che in gergo vengono definite signature shoes (scarpe realizzate su misura per un atleta). Il successo globale ed il richiamo dell'ex-giocatore dei Chicago Bulls ha portato nel tempo la Nike ad espandere la linea anche a capi come cap, t-shirt, felpe, adatti per il basket e la quotidianità, dando vita a una nuova parte del marchio, che poi ha preso il nome di Jordan Brand.
Identificate da numeri romani progressivi, ad oggi sono state realizzate 39 scarpe Air Jordan. Di queste, solo alcune furono indossate da Michael in una partita NBA, in particolare le I, II, III, IV, V, VI, VII, VIII, IX, X, XI, XII, XIII, XIV, XVI, XVII e XVIII.   

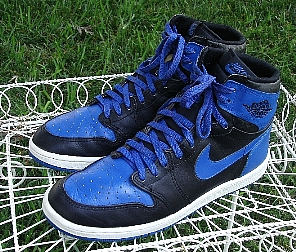
Un paio di Air Jordan I

Il debutto ufficiale sul mercato delle Nike Air Jordan avvenne nel marzo del 1985, erano delle scarpe dallo stile nuovo e differente. Le scarpe si presentano con un taglio alto, una tomaia in pelle sul cui lato spicca lo swoosh Nike e un logo dedicato alla linea Jordan costituito da un pallone alato e la scritta Jordan, situato sul collo della scarpa. La tecnologia delle Air Jordan prevede una camera d’aria incassata nel tallone, per ammortizzare gli impatti.
Seppure caratterizzata dalla prevalenza di nero e rosso, questo debutto fu seguito da una campagna mediatica dall’enorme successo attraverso lo spot pubblicitario chiamato in seguito “Banned Commercial“. La NBA comunicò ufficialmente a Jordan e Nike che queste scarpe non rispettano il regolamento sulle uniformi e quindi doveva impedirle. Il regolamento, invece, prevedeva che le scarpe degli atleti avessero una base bianca con accenti del colore corrispondente alle divise da gioco. Da lì in poi il giocatore di North Carolina fu simbolo di progresso nella concezione di calzatura sportiva.
La linea ed il suo successo proseguono tuttora, anche dopo il ritiro di Michael Jordan. Jordan stesso ha voluto che diventassero testimonial del brand campioni dello sport come:
- Carmelo Anthony
- Ray Allen
- Chris Paul
- Blake Griffin
- Russell Westbrook
- Andre Drummond
- Jayson Tatum
- Zion Williamson
- Luka Dončić
- Terrell Owens
- Derek Jeter
- Roy Jones Jr.
- Gennady Golovkin
- Kylian Mbappé
- Neymar Jr. (fino al 2020)
- Andre Ward
- Paolo Banchero
- oltre che il regista afroamericano Spike Lee.

## Polemica

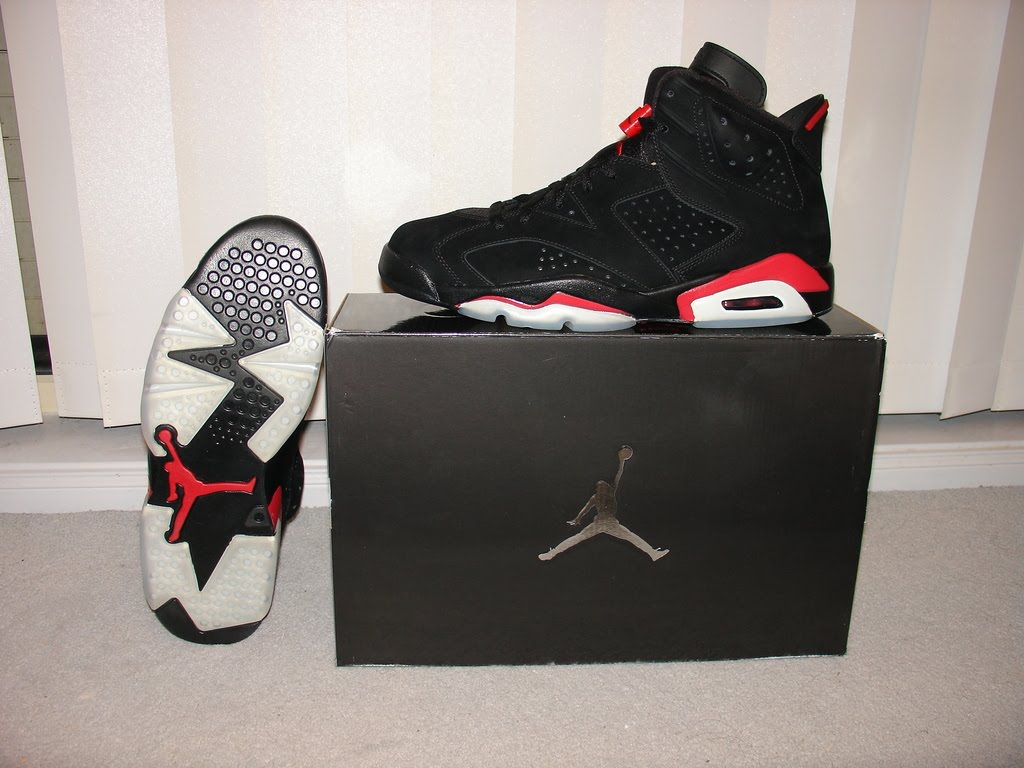
Air Jordan VI – 2010 Retro

La linea Air Jordan è stata associata a molte rivolte, aggressioni, rapine e omicidi. Come l'omicidio di uno studente di scuola superiore di 15 anni di nome Michael Eugene Thomas che è stato soffocato a morte da uno dei suoi coetanei per un paio di scarpe da ginnastica Air Jordan nel 1989.
Nel 1988, il preside Dr. Robin Oden della Mumford High School di Detroit ha affermato che la violenza legata all'abbigliamento aveva raggiunto un punto in cui riteneva necessario vietare alcuni capi di abbigliamento, comprese le scarpe Air Jordan, dal cortile della scuola. Questo divieto è stato il primo di molti codici di abbigliamento implementati nelle scuole dopo l'ondata di rapine, percosse e sparatorie per il possesso di scarpe da ginnastica Air Jordan e altri capi di abbigliamento.

### Produzione
Nike non possiede nessuno degli stabilimenti in cui vengono prodotte le Air Jordan e appalta il lavoro a vari proprietari di fabbriche. I funzionari dell'azienda dicono che progettano e commercializzano solo le scarpe. Tuttavia, Nike impone i termini e gli standard di produzione all'appaltatore, spesso senza mettere in discussione le pratiche di lavoro o di sicurezza. Nell'aprile 1997, 10.000 lavoratori indonesiani hanno scioperato per violazioni salariali in una fabbrica di Air Jordan. Lo stesso mese in Vietnam 1.300 lavoratori hanno scioperato chiedendo un aumento di 1 centesimo l'ora e un anno dopo, nel 1998, 3.000 lavoratori in Cina hanno scioperato per protestare contro condizioni di lavoro pericolose e salari bassi.

## Sponsorizzazioni

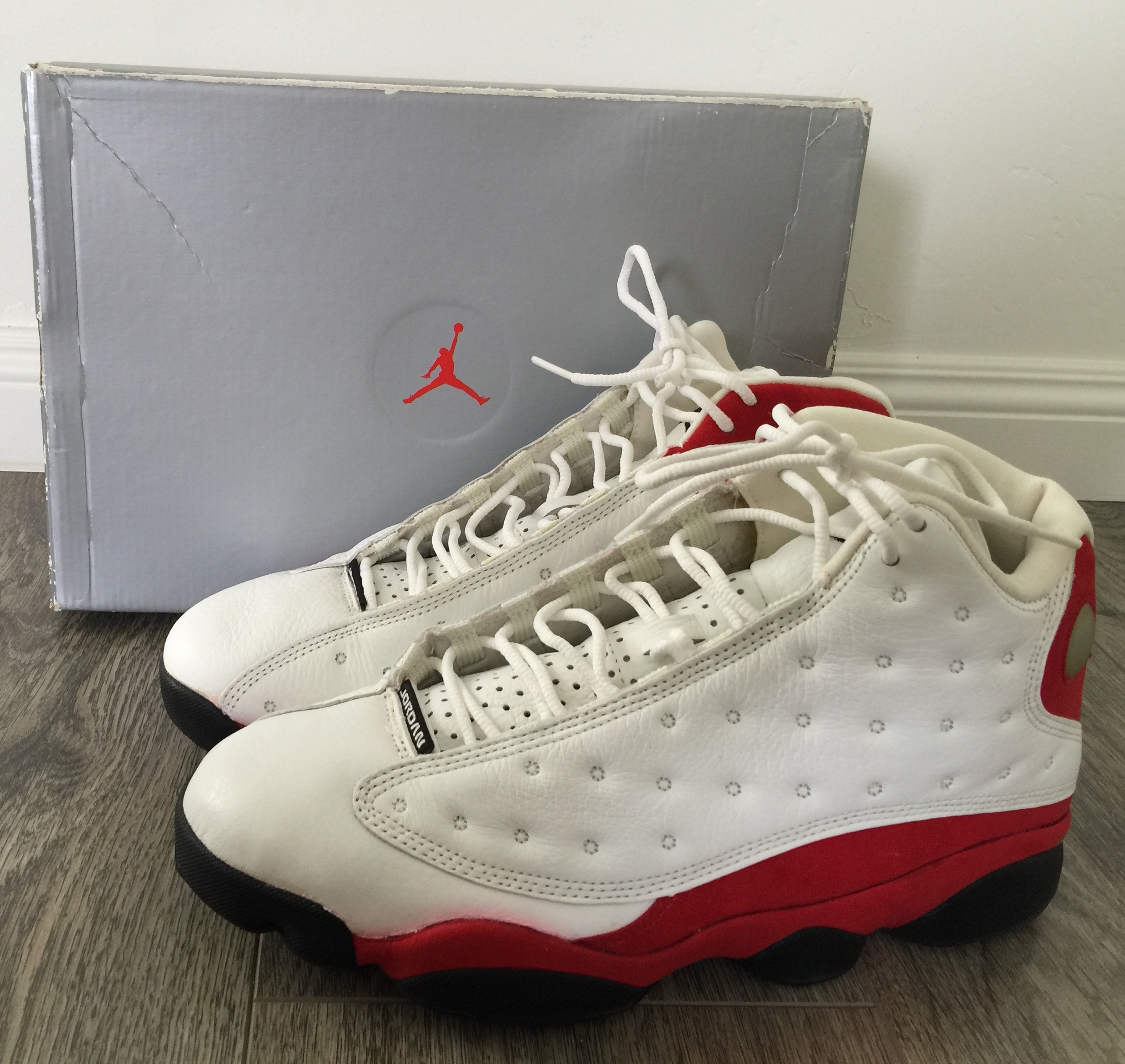
Air Jordan XIII

A partire dal 2016, Air Jordan è diventata l'unico fornitore di attrezzature per la squadra di football americano dell'Università del Michigan.
Questo ha segnato la prima avventura del marchio in uno sport oltre al basket. A partire dal 2018, Air Jordan è stata anche il fornitore di attrezzature per i programmi di football dell'Università del North Carolina, dell'Università dell'Oklahoma e della University of Florida.
Nel 2018, il marchio Jordan ha sponsorizzato per la prima volta nella sua storia una squadra di calcio, quando il club francese Paris Saint-Germain FC ha mostrato il logo jumpman sul terzo kit, indossato nell'edizione 2018-19 della UEFA Champions League.
Nella stagione 2021-22 la prima maglia del Paris Saint-Germain ha avuto il logo Air Jordan al posto del logo Nike.
A partire dalla stagione NBA 2020-21, le divise ufficiali hanno il logo Jumpman sulle maglie; le maglie degli Charlotte Hornets (squadra precedentemente posseduta dallo stesso Michael Jordan) hanno mostrato il logo Jumpman nelle stagioni precedenti.

### Jordan WINGS
Il marchio Jordan collabora con UNCF per finanziare l'istruzione superiore dei giovani svantaggiati.

## Collaborazioni

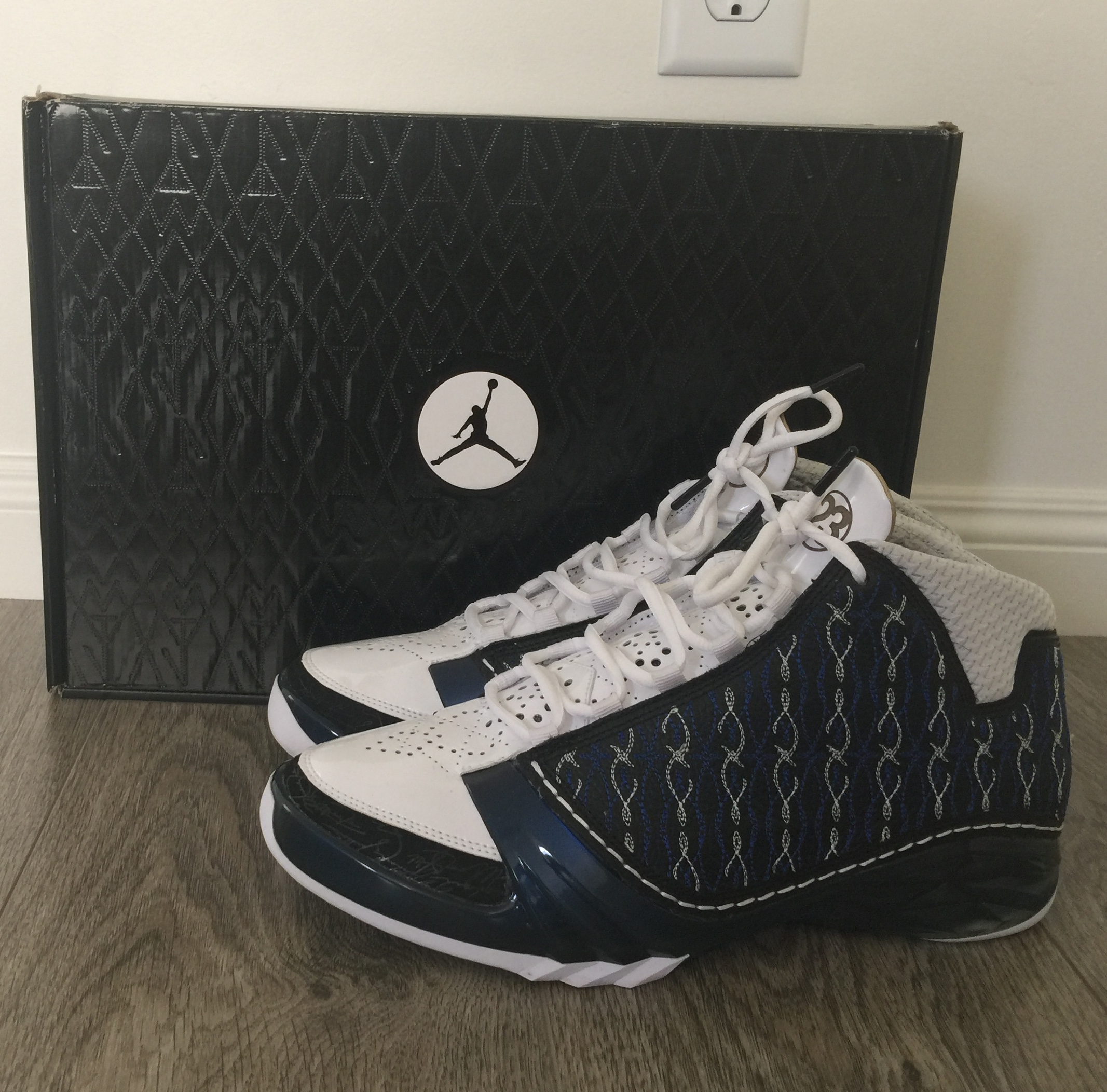
Air Jordan XX3

ll brand collabora spesso con celebrità per realizzare versioni esclusive delle Air Jordan: tra questi DJ Khaled, Eminem, J Balvin, Drake e Joy dei Red Velvet. Nel 2017 dopo una collaborazione con Nike sulla Air Force One, il rapper Travis Scott ha iniziato una linea di sneaker con Jordan per progettare vari modelli: fra questi le Jordan 4 Cactus Jack, Jordan 1 Olive Low, Mid e High, fino ad arrivare ad avere una signature shoe, la Jumpman Jack.
Air Jordan collabora da sempre con vari designer e brand streetwear. Alcune delle collaborazioni più popolari fino ad oggi includono Virgil Abloh e il suo marchio Off-White, Supreme, Don C e il suo marchio Just Don, Comme des Garçons e Christian Dior.

Il 26 gennaio 1992, Jordan ha debuttato durante il Super Bowl XXVI con uno spot pubblicitario che mostrava Bugs Bunny che arruolava Michael Jordan per superare in astuzia una squadra rivale di bullismo usando gag da cartone animato. Un secondo annuncio è stato presentato per la prima volta nel 1993 con Bugs e Jordan che affrontano Marvin il marziano. La pubblicità ha ispirato l'agente di Jordan, David Falk, a lanciare un film con Jordan e i personaggi dei Looney Tunes. Il lancio ha portato a Space Jam, un successo commerciale che ha incassato oltre 230 milioni di dollari al botteghino e ha generato oltre 1 miliardo di dollari di vendite di merce.
Il successo della campagna pubblicitaria e del film ha contribuito alla popolarità dei Looney Tunes e di altri personaggi dei cartoni animati come motivi della moda di strada negli anni '90 e 2000, generato edizioni limitate di scarpe da ginnastica Air Jordan in colorazioni che rendono omaggio a personaggi come Bugs Bunny, Marvin the Martian e Lola Bunny hanno reso popolari le Air Jordan XI indossate da Jordan nel film e hanno portato allo sviluppo di un sequel, intitolato Space Jam: A New Legacy e interpretato da LeBron James, uscito nel 2021.

## Nei media
Le Air Jordan sono largamente mostrate anche in film e serie TV. Ad esempio, in Willy, il principe di Bel-Air (dove Will Smith era solito indossare delle Jordan V), nei film di Spike Lee Fa' la cosa giusta e He Got Game, in Spider-Man - Un nuovo universo e Spider-Man: Across the Spider-Verse.
La storia della nascita delle Air Jordan viene invece narrata nel film del 2023 Air, diretto e interpretato da Ben Affleck.